# Vignoux-sur-Barangeon
Vignoux-sur-Barangeon è un comune francese di 2 143 abitanti situato nel dipartimento del Cher, nella regione del Centro-Valle della Loira.

## Società

### Evoluzione demografica
Abitanti censiti